# Nebel (See)
Die Nebel, umgangssprachlich auch der Nebelsee genannt, ist ein langgestreckter See und liegt auf dem Gemeindegebiet Lärz im Süden des Landkreises Mecklenburgische Seenplatte etwa zehn Kilometer südwestlich von Mirow in Südostmecklenburg. Südlich des Sees verläuft die Straße Sewekow – Buschhof. Der See grenzt an seinem Südzipfel an das Land Brandenburg. Er hat eine ungefähre Länge von drei Kilometern und eine ungefähre Breite von 700 Metern. Der See ist im Norden breiter und wird nach Süden schmaler. Das Ufer ist komplett bewaldet, am westlichen Ufer liegt die Buchholzer Heide und am südöstlichen Ufer die Krümmeler Heide. Der See wird als Badesee und auch als Angelsee genutzt. Am Ostufer befindet sich die Siedlung Ablage Nebelsee.
Der Abfluss zum Thüren ist sehr flach und eine Brücke (2023 erneuert) beschränkt die maximale Durchfahrtshöhe auf 2,3 m. 